# Ricardo van Rhijn
Pour les articles homonymes, voir Van Rhijn.
Ricardo van Rhijn, né le 13 juin 1991 à Leyde aux Pays-Bas, est un footballeur néerlandais. Il évolue au poste de latéral droit.

## Biographie

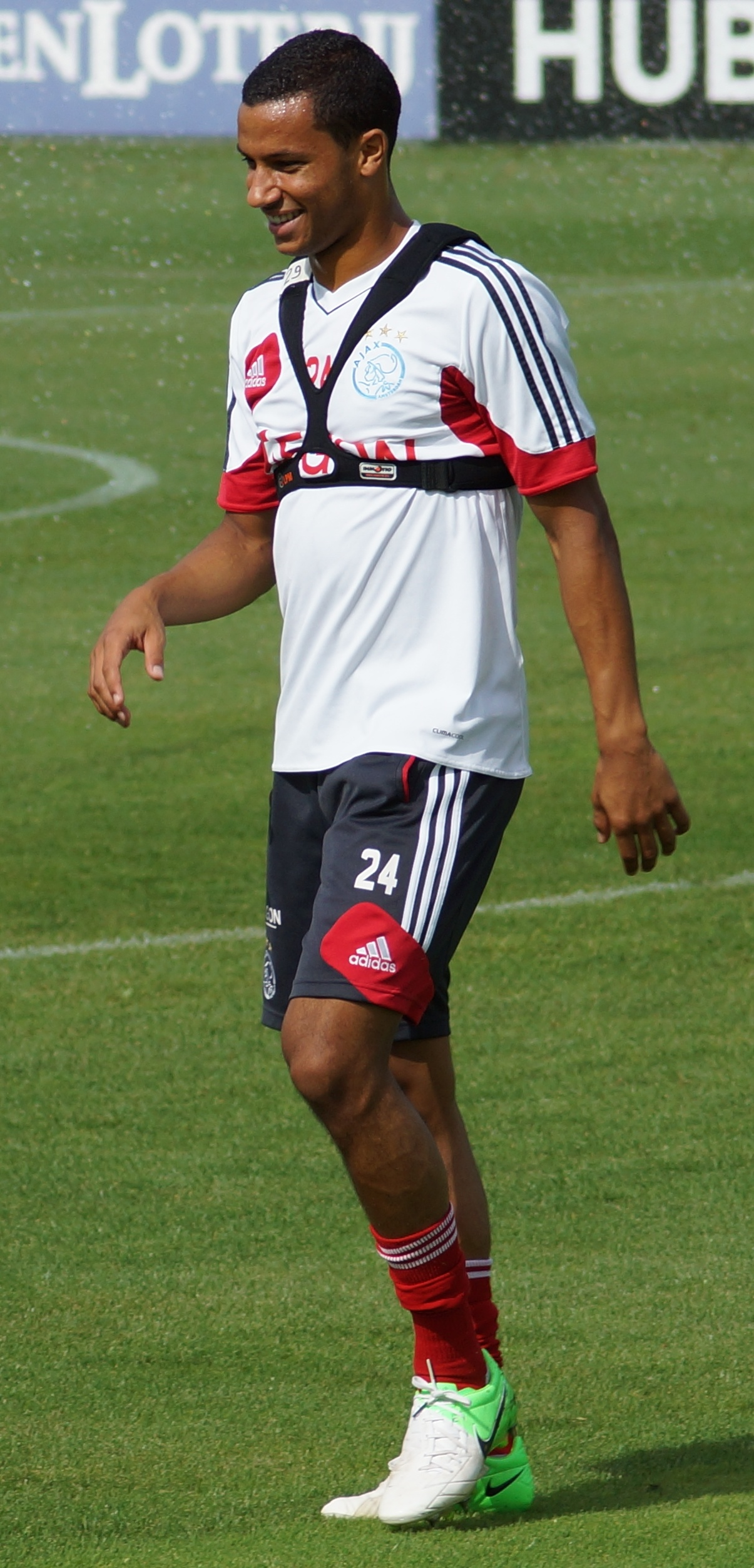
Van Rhijn s’entraînant avec l'Ajax Amsterdam en 8 2012

Il joue son premier match avec le club en Coupe KNVB contre le VV Noordwijk (en) (victoire 3 buts à 1).
Il joue son premier match avec l'Ajax en Eredivisie le 19 décembre 2011, contre l'ADO La Haye (victoire 4 buts à 0).
Ricardo est sélectionné pour la première fois avec les Pays-Bas le 15 août 2012 lors d'un match contre la Belgique.
En fin de contrat au SC Heerenveen à l'issue de la saison 2019-2020, il décide, en accord avec le club, de ne pas prolonger, et se retrouve libre de tout contrat à l’été 2020.

## Statistiques
| Saison    | Club           | Pays       | Championnat        | Coupes nationales | Coupes continentales                | Sélection |
| --------- | -------------- | ---------- | ------------------ | ----------------- | ----------------------------------- | --------- |
| 2011-2012 | Ajax Amsterdam | Eredivisie | 14 matchs          | 1 match           | 2 matchs (C3)                       | -         |
| 2012-2013 | Ajax Amsterdam | Eredivisie | 25 matchs          | 4 matchs          | 6 matchs + 2 matchs / 1 but (C1+C3) | 6 matchs  |
| 2013-2014 | Ajax Amsterdam | Eredivisie | 32 matchs / 2 buts | 6 matchs / 1 but  | 8 matchs (C1)                       | 1 match   |
| 2014-2015 | Ajax Amsterdam | Eredivisie | 3 matchs           | -                 | -                                   | -         |

Dernière mise à jour le 15 septembre 2014

## Palmarès
- Ajax Amsterdam -17 ans
- Champion des Pays-Bas des moins de 17 ans en 2008

- Ajax Amsterdam
- Champion des Pays-Bas en 2012, 2013 et 2014
  - Vice-champion des Pays-Bas en 2016
  - Vainqueur de la Supercoupe des Pays-Bas en 2013

- Club Bruges
  - Vice-champion de Belgique en 2017
  - Vainqueur de la Supercoupe de Belgique en 2016 et 2019